# Enaria pauliani
Enaria pauliani är en skalbaggsart som beskrevs av Marc Lacroix 1993. Enaria pauliani ingår i släktet Enaria och familjen Melolonthidae. Inga underarter finns listade i Catalogue of Life.